# Dzwon Zygmunt (Łódź)
Dzwon Zygmunt – polski dzwon, znajdujący się w latach 1911–1943 na wieży Bazyliki archikatedralnej św. Stanisława Kostki w Łodzi.

## Historia
Pomysł powstania dzwonu wyszedł z inicjatywy łódzkich rzemieślników, którzy chcieli w ten sposób upamiętnić drugą koronację obrazu Matki Częstochowskiej, która odbyła się 22 maja 1910. Materiał na dzwon został sfinansowany z funduszy łódzkich rzemieślników. Fabryka Johna zadeklarowała niepobieranie opłaty, serce dzwonu było zaś darem Antoniego Bernarda – przedstawiciela Huty Bankowej w Dąbrowie Górniczej.
Projekt dzwonu wykonał artysta rzeźbiarz Kazimierz Bejm, nadzór nad pracami objął inżynier Władysław Wagner, natomiast formę dzwonu opracował formiarz Stanisław Kwiatkowski. 14 maja 1911 odlano dzwon w fabryce odlewów żelaznych Towarzystwa Akcyjnego Johna przy ul. Piotrkowskiej 217 w Łodzi. W chwili powstania był drugim co do wielkości dzwonem w Polsce. Podczas uroczystości odlewania dzwonu, poświęcenia stopu dokonał dziekan łódzki ks. kanonik Antoni Gniazdowski, natomiast do zebranych łodzian, w liczbie około 900, przemawiał ks. prałat Wincenty Tymieniecki. 25 czerwca 1911 o 9:00 rano ruszyła 60-tysięczna procesja z terenu fabryki J. Johna do kościoła św. Stanisława Kostki. Uczestniczył w niej bractwa z chorągwiami i cechy łódzkie oraz mieszkańcy Łodzi. O 10:00 ks. biskup sufragan warszawski Kazimierz Ruszkiewicz dokonał chrztu dzwonu.
W 1918 niemieccy okupanci rozpoczęli konfiskaty metali. Planowali m.in. rozebrać dzwon. Mieszkańcy Łodzi przybyli jednak by go obronić, ofiarując w zamian okup w liczbie 15 322 funtów mosiądzu, cynku, cyny, miedzi i ołowiu. Okupanci przyjęli zapłatę i zaniechali rekwizycji dzwonu. Podczas II wojny światowej dzwonu nie udało się uchronić. W 1943 został przez Niemców zarekwirowany i przetopiony na cele wojenne.

### Odtworzenie dzwonu
W 2011 roku z inicjatywy ks. Ireneusza Kuleszy, szefa Narodowego Centrum Kultury – Krzysztofa Dudka i dziennikarza Jacka Grudnia, postanowiono odtworzyć dzwon. Został on zrealizowany w śląskiej Ludwisarni Felczyńskich Taciszów w Taciszowie. Nadano mu nazwę „Serce Łodzi”. 18 września 2011 roku na tymczasowej dzwonnicy dokonano zawieszenia nowego dzwonu. 1 czerwca 2012 wciągnięto go na wieżę katedry, 10 czerwca zaś, w dniu Święta Eucharystii, dzwon zabił po raz pierwszy na wieży.
Nowy dzwon powstał według projektu Krystyny i Bogusława Solskich. Nawiązuje do „Zygmunta” – ma podobne ornamenty (m.in. wizerunek Matki Boskiej Częstochowskiej i herb Łodzi), ponadto posiada symbolikę związaną z Bożym Miłosierdziem, papieżem Janem Pawłem II oraz herbem archidiecezji, województwa i abpa Władysława Ziółka oraz opleciony jest różańcem. Waży 2,6 tony.

## Dane dzwonu Zygmunt
- Masa: dzwon z sercem i przeciwciężarem – 15 452 funty, czyli ok. 6180 kg; w tym serce dzwonu: 320 funtów, czyli 145 kg[1];
- Średnica kielicha: 200 cm;
- Wysokość kielicha:170 cm;
- Stop: spiż;
- Styl: gotycki;
- Płaskorzeźby: wizerunki Matki Boskiej Częstochowskiej, św. Stanisława Kostki, herb Łodzi, symbol pracy oraz godła cechowe odlewników, ślusarzy, tkaczy, krawców, szewców, ogrodników, cukierników, kucharzy, młynarzy, piekarzy, rzeźników, kolejarzy, brukarzy, cieśli, murarzy, blacharzy, stolarzy, zdunów, kamieniarzy, rzeźbiarzy, malarzy, sukienników, tapicerów, siodlarzy, stelmachów, fryzjerów, pończoszników, bednarzy, kotlarzy miedzianych, kowali i powroźników.
- Napisy na dzwonie:
  - „Byt swój zawdzięczam rzemieślnikom łódzkim. Istnieniem swym upamiętniam dzień 22 maja 1910 roku, drugiej koronacji obrazu Matki Częstochowskiej.”;
  - „Dał mi głos, kształt i przyodział kierownik odlewni firmy I. Johna Władysław Wagner, przy udziale artysty rzeźbiarza Kazimierza Bejma i odlewnika Stanisława Kwiatkowskiego.”;
  - „Począłem istnieć dnia 14 maja 1911 roku za zarządu parafią przez ks. Prałata Wincentego Tymienieckiego, szambelana dworu papieskiego.”;
  - „Podzielam z wami radość i smutek”;
  - „Chrzcił mnie biskup warszawski J. E. Ks. Kazimierz Ruszkiewicz, dnia 25 czerwca 1911 r.”;
  - „Głosem swym błagam: Szczęść Boże pracy ludzkiej”;
  - „Wykonany jestem ze spiżu przez firmę J. Johna w Łodzi”[3].